# هنري كويل (ملاكم)
هنري كويل (بالإنجليزية: Henry Coyle)‏ هو ملاكم محترف أيرلندي بدأ مسيرته الاحترافية سنة 2007 حيث انتصر في نزاله الأول على الأمريكي جيسون كولازو بالضربة القاضية.

## روابط خارجية
- هنري كويل على موقع بوكس ريك (الإنجليزية) (registration required)